# Бабино (Старицький район)
Бабино (рос. Бабино) — присілок в Старицькому районі Тверської області Російської Федерації.
Населення становить 191 особу. Входить до складу муніципального утворення сільське поселення Луковниково.

## Історія
Від 2005 року входить до складу муніципального утворення сільське поселення Луковниково. Раніше населений пункт належав до Бабинського сільського округу.

## Населення
| 1859 | 1886 | 1919 | 1997 | 2002 | 2010 |
| ---- | ---- | ---- | ---- | ---- | ---- |
| 417  | ↗488 | ↗835 | ↘202 | ↘191 | →191 |